# 南から来た十字軍
『南から来た十字軍』（Those Southern Knights）は、アメリカのジャズ・フュージョン・バンド、ザ・クルセイダーズ（The Crusaders）のアルバム。1976年に発表された。前身のジャズ・クルセイダーズ時代から16枚目、ザ・クルセイダーズとしては9枚目のアルバムである。オリジナルメンバーでバンドリーダーだったウェイン・ヘンダーソンはこのアルバムを発表後、グループを脱退した。
アメリカでは総合アルバム・チャートのBillboard 200で38位に達し、『ビルボード』のジャズ・アルバム・チャートでは2位、R&Bアルバム・チャートでは9位を記録した。

## 収録曲
| #  | タイトル                                                                         | 作詞 | 作曲                  | 時間 |
| -- | -------------------------------------------------------------------------------- | ---- | --------------------- | ---- |
| 1. | 「スパイラル（Spiral）」                                                         |      | Joe Sample            | 6:10 |
| 2. | 「キープ・ザット・セイム・オールド・フィーリング（Keep That Same Old Feeling）」 |      | Wayne Henderson       | 5:34 |
| 3. | 「マイ・ママ・トールド・ミー・ソー（My Mama Told Me So）」                       |      | Sample                | 4:47 |
| 4. | 「太陽の輝き（Til' the Sun Shines）」                                            |      | Larry Carlton         | 2:44 |
| 5. | 「アンド・ゼン・ゼア・ウォズ・ザ・ブルース（And Then There Was the Blues）」     |      | Nesbert "Stix" Hooper | 9:36 |
| 6. | 「セレニティー（Serenity）」                                                     |      | Wilton Felder         | 7:12 |
| 7. | 「フィーリング・ファンキー（Feeling Funky）」                                    |      | Robert Popwell        | 3:01 |

## パーソネル
- ウェイン・ヘンダーソン — トロンボーン
- ウィルトン・フェルダー — サクソフォーン
- ジョー・サンプル — キーボード
- スティックス・フーパー — ドラムス、パーカッション
- ラリー・カールトン — ギター
- ロバート・"ポップ"・ポップウェル（英語版） — ベース
- アーサー・アダムス（英語版） — ギター